# Circuit de Levin
Le circuit de Levin était un circuit néo-zélandais de sport mécanique situé à Levin dans le Manawatu-Wanganui.

## Histoire
Il fut inauguré en 1956 et accueillit une course dès le 14 janvier devant une foule de 20 000 personnes qui rencontra les plus grandes difficultés pour parvenir au circuit, Levin étant à cette époque une bourgade de 8 000 habitants avec de petites routes d'accès. Rapidement les organisateurs entreprirent des travaux en élargissant et resurfaçant la piste. Pour la seconde course, ils allongèrent le tracé qui passa d'1 à 1,2 mile. Le circuit reçut les plus grands pilotes de l'époque en accueillant de 1964 à 1975 une manche du championnat de Formule Tasmane.
Le circuit de Levin ferma en 1976.